# Ma anche no
Ma anche no è stato un programma televisivo italiano condotto da Antonello Piroso, andato in onda su LA7 la domenica pomeriggio dal 4 dicembre 2011 al 22 gennaio 2012.

## Il programma
Il programma aveva una durata di circa 3 ore, dalle 14.05 alle 17.10, ha rappresentato il primo contenitore domenicale di LA7.
Tre ore in cui Piroso analizzava i principali fatti di attualità, della cronaca, della cultura e dello spettacolo, dibattiti, filmati e rubriche inedite, in cui non manca lo spazio per la satira, per lo sport e per le performance musicali. A proposito del programma Piroso ha detto:
Presenza fissa del programma è stata quella di due giornalisti, Barbara Romano di Libero, ed Andrea Scanzi de Il Fatto Quotidiano, oltre che dei video realizzati da Maccio Capatonda.
La sigla del programma è stata Rebel Rebel di David Bowie. In alcune puntate è stata usata anche City of Blinding Lights degli U2.
Il programma ha trasmesso la sua ultima puntata il 22 gennaio 2012 poiché non ha raggiunto i risultati sperati.

## Ascolti
| Puntata | Data             | Telespettatori | Share  | Ospiti |
| ------- | ---------------- | -------------- | ------ | --- |
| 1       | 4 dicembre 2011  | 355.000        | 1.99%  | Roberto Formigoni, Mauro Moretti, Giorgio Tirabassi, Alessandro Siani, Giovanni Veronesi, Morgan e con Miriam Mafai e Fabrizio Roncone (giornalista)                                                                               |
| 2       | 11 dicembre 2011 | 225.000        | 1,30%  | Francesco De Gregori, Antonio Pennacchi, Raffaele Cantone, Massimo Ghini, Serena Autieri, Fabio Troiano, Massimiliano Fuksas, Antonio Catania, Marco Mengoni e con Elisabetta Malvagna (giornalista) e Stefano Zurlo (giornalista) |
| 3       | 18 dicembre 2011 | 277.000        | 1,58%  | Enrico Letta, Mario Mori, Giorgio Faletti, Sandro Campagna, Antonia Liskova, Danilo Rea e Gino Paoli |
| 4       | 25 dicembre 2011 | 440.000        | 3,70%  | Enrico Brignano, Piero Grasso, Augusto Minzolini, Renzo Arbore, Adriano Panatta, Fulvio Abbate e Luca Carboni |
| 5       | 1º gennaio 2012  | 313.000        | 1,96%  | Paolo Villaggio, Claudio Sabelli Fioretti, Marco Paoloni, Vinicio Marchioni, Maccio Capatonda, Ivo Avido, Sora Cesira, Fabio Troiano e Serena Autieri                                                                              |
| 6       | 8 gennaio 2012   | 293.000        | 1,62%  | Michele Placido, Mario Lavezzi, Marco Follini, Gaetano Quagliariello, Giuseppe Battiston, Gian Piero Galeazzi, Claudio Lippi |
| 7       | 15 gennaio 2012  | 366.000        | 1,96%  | Massimo Boldi, Stadio, Paolo Rossi, Gian Carlo Caselli, Francesco Pannofino, Sergio Rizzo |
| 8       | 22 gennaio 2012  | 336.000        | 1,74%. | Piero Angela, Luisa Ranieri, Johnny Palomba, Enrico Montesano, Francesco Paolantoni, Francesca Michielin |